# Wereldkampioenschap voetbal 1970 (kwalificatie UEFA)
In totaal schreven 29 teams van de UEFA zich in voor de kwalificatie van het Wereldkampioenschap voetbal 1970. Deze teams werden verdeeld in 8 groepen, de winnaar van de groepen kwalificeert zich voor het hoofdtoernooi. 
Dit kwalificatietoernooi startte op 18 mei 1968 en de laatste wedstrijd werd gespeeld op 3 december 1973. Engeland was als titelhouder automatisch gekwalificeerd voor het hoofdtoernooi.

## Gekwalificeerde landen
| FIFA-lid          | Confederatie | Kwalificatie    | Aantal dln. (inclusief 1970) | Dln. op rij | Eerste dln. | Laatste dln. | Titels (exclusief 1970) | Beste prestatie |
| ----------------- | ------------ | --------------- | ---------------------------- | ----------- | ----------- | ------------ | ----------------------- | --------------- |
| Engeland          | UEFA         | Titelhouder     | 6e                           | 6           | 1950        | 1966         | 1                       | Kampioen        |
| Roemenië          | UEFA         | Winnaar groep 1 | 4e                           | 1           | 1930        | 1938         | 0                       | Groepsfase      |
| Tsjecho-Slowakije | UEFA         | Winnaar groep 2 | 6e                           | 1           | 1934        | 1962         | 0                       | Tweede          |
| Italië            | UEFA         | Winnaar groep 3 | 7e                           | 3           | 1934        | 1966         | 2                       | Winnaar         |
| Sovjet-Unie       | UEFA         | Winnaar groep 4 | 4e                           | 4           | 1958        | 1966         | 0                       | Vierde          |
| Zweden            | UEFA         | Winnaar groep 5 | 5e                           | 1           | 1934        | 1966         | 0                       | Tweede          |
| België            | UEFA         | Winnaar groep 6 | 5e                           | 1           | 1930        | 1954         | 0                       | Groepsfase      |
| West-Duitsland    | UEFA         | Winnaar groep 7 | 7e                           | 5           | 1934        | 1966         | 1                       | Kampioen        |
| Bulgarije         | UEFA         | Winnaar groep 8 | 3e                           | 3           | 1962        | 1966         | 0                       | Groepsfase      |

## Loting
De loting vond plaats in Casablanca op 1 februari 1968.
| Pot A                                                                           | Pot B                                                                                  | Pot C                                                            | Pot D                                           |
| ------------------------------------------------------------------------------- | -------------------------------------------------------------------------------------- | ---------------------------------------------------------------- | ----------------------------------------------- |
| Bulgarije Frankrijk Hongarije Italië Portugal Sovjet-Unie Spanje West-Duitsland | Tsjecho-Slowakije DDR Nederland Noord-Ierland Schotland Zweden Zwitserland Joegoslavië | Oostenrijk België Ierland Noorwegen Polen Roemenië Turkije Wales | Cyprus Denemarken Finland Griekenland Luxemburg |

## Groepen en wedstrijden
Legenda

### Groep 1
Na de gouden jaren zestig raakte het Portugese voetbal in verval en de eerste tekenen waren de zwakke prestaties van het nationale team voor het EK 1968 en vooral voor het WK 1970. De eerste wedstrijd tegen Roemenië ging nog soepel met 3-0 gewonnen, maar nederlagen tegen Griekenland en Zwitserland bracht het team op de rand van de afgrond. Na een 1-0 nederlaag in Boekarest was het team rond Eusébio officieel uitgeschakeld. 
De strijd ging tussen de vooraf gezien zwakste teams: Roemenië en Griekenland. De Roemenen hadden genoeg aan een gelijkspel in hun laatste wedstrijd tegen de Grieken en plaatste zich voor de eerste keer sinds 1938 voor de eindronde.
| Pos | Land        | Wed | Win | Gel | Ver | DV | DT | +/− | Pnt |
| --- | ----------- | --- | --- | --- | --- | -- | -- | --- | --- |
| 1.  | Roemenië    | 6   | 3   | 2   | 1   | 7  | 6  | +1  | 8   |
| 2.  | Griekenland | 6   | 2   | 3   | 1   | 13 | 9  | +4  | 7   |
| 3.  | Zwitserland | 6   | 2   | 1   | 3   | 5  | 8  | –3  | 5   |
| 4.  | Portugal    | 6   | 1   | 2   | 3   | 8  | 10 | –2  | 4   |

|                                                      |                         |       |             |                                                                                     |
| 12 oktober 1968 «onderlinge duels» 20:00 uur (UTC+1) | Zwitserland             | 1 – 0 | Griekenland | St. Jakob-Park, Bazel Toeschouwers: 35.778 Scheidsrechter: Adrianus Boogaerts (NED) |
| 12 oktober 1968 «onderlinge duels» 20:00 uur (UTC+1) | René-Pierre Quentin 21' |       |             | St. Jakob-Park, Bazel Toeschouwers: 35.778 Scheidsrechter: Adrianus Boogaerts (NED) |

|                                                      |                                          |       |          |                                                                                   |
| 27 oktober 1968 «onderlinge duels» 15:30 uur (UTC+1) | Portugal                                 | 3 – 0 | Roemenië | Estádio Nacional, Oeiras Toeschouwers: 32.222 Scheidsrechter: Leo Callaghan (WAL) |
| 27 oktober 1968 «onderlinge duels» 15:30 uur (UTC+1) | Jacinto Santos 21', 67' Jacinto João 33' |       |          | Estádio Nacional, Oeiras Toeschouwers: 32.222 Scheidsrechter: Leo Callaghan (WAL) |

|                                                       |                                          |       |             |                                                                                       |
| 23 november 1968 «onderlinge duels» 14:00 uur (UTC+2) | Roemenië                                 | 2 – 0 | Zwitserland | Stadionul 23 August, Boekarest Toeschouwers: 18.854 Scheidsrechter: Nejat Şener (TUR) |
| 23 november 1968 «onderlinge duels» 14:00 uur (UTC+2) | Florea Dumitrache 58' Flavius Domide 74' |       |             | Stadionul 23 August, Boekarest Toeschouwers: 18.854 Scheidsrechter: Nejat Şener (TUR) |

|                                                       |                                                                             |       |                                         | |
| 11 december 1969 «onderlinge duels» 15:00 uur (UTC+2) | Griekenland                                                                 | 4 – 2 | Portugal                                | Georgios Karaiskákisstadion, Piraeus Toeschouwers: 36.750 Scheidsrechter: Gerhard Schulenburg (FRG) |
| 11 december 1969 «onderlinge duels» 15:00 uur (UTC+2) | Mimis Papaioannou 33' Giorgos Dedes 39', 61' José Augusto Torres 49' (e.d.) |       | 18' José Augusto de Almeida 64' Eusébio | Georgios Karaiskákisstadion, Piraeus Toeschouwers: 36.750 Scheidsrechter: Gerhard Schulenburg (FRG) |

|                                                    |                          |       |                            |                                                                                                   |
| 16 april 1969 «onderlinge duels» 16:30 uur (UTC+2) | Griekenland              | 2 – 2 | Roemenië                   | Georgios Karaiskákisstadion, Piraeus Toeschouwers: 37.039 Scheidsrechter: Antonio Sbardella (ITA) |
| 16 april 1969 «onderlinge duels» 16:30 uur (UTC+2) | Giorgos Sideris 51', 60' |       | 54', 66' Florea Dumitrache | Georgios Karaiskákisstadion, Piraeus Toeschouwers: 37.039 Scheidsrechter: Antonio Sbardella (ITA) |

|                                                    |          |                              |             |                                                                                       |
| 16 april 1969 «onderlinge duels» 21:30 uur (UTC+1) | Portugal | 0 – 2                        | Zwitserland | Estádio José Alvalade, Lissabon Toeschouwers: 9.324 Scheidsrechter: Jack Taylor (ENG) |
| 16 april 1969 «onderlinge duels» 21:30 uur (UTC+1) |          | 21', 36' Georges Vuilleumier |             | Estádio José Alvalade, Lissabon Toeschouwers: 9.324 Scheidsrechter: Jack Taylor (ENG) |

|                                                 |                                |       |                                             |                                                                                                   |
| 4 mei 1969 «onderlinge duels» 17:00 uur (UTC+1) | Portugal                       | 2 – 2 | Griekenland                                 | Estádio do Futebol Clube do Porto, Porto Toeschouwers: 6.221 Scheidsrechter: Moncef Ben Ali (TUN) |
| 4 mei 1969 «onderlinge duels» 17:00 uur (UTC+1) | Eusébio 82' Fernando Peres 87' |       | 69' Vasilis Botinos 74' Kostas Eleftherakis | Estádio do Futebol Clube do Porto, Porto Toeschouwers: 6.221 Scheidsrechter: Moncef Ben Ali (TUN) |

|                                                  |             |                          |          |                                                                                                  |
| 14 mei 1969 «onderlinge duels» 20:30 uur (UTC+1) | Zwitserland | 0 – 1                    | Roemenië | Stade Olympique de la Pontaise, Lausanne Toeschouwers: 28.446 Scheidsrechter: Tiny Wharton (SCO) |
| 14 mei 1969 «onderlinge duels» 20:30 uur (UTC+1) |             | 33' (e.d.) Bruno Michaud |          | Stade Olympique de la Pontaise, Lausanne Toeschouwers: 28.446 Scheidsrechter: Tiny Wharton (SCO) |

|                                                      |                    |       |          |                                                                                       |
| 12 oktober 1969 «onderlinge duels» 15:30 uur (UTC+2) | Roemenië           | 1 – 0 | Portugal | Stadionul 23 August, Boekarest Toeschouwers: 58.573 Scheidsrechter: Ratko Čanak (YUG) |
| 12 oktober 1969 «onderlinge duels» 15:30 uur (UTC+2) | Nicolae Dobrin 30' |       |          | Stadionul 23 August, Boekarest Toeschouwers: 58.573 Scheidsrechter: Ratko Čanak (YUG) |

|                                                      |                                                                 |       |                  |                                                                                            |
| 15 oktober 1969 «onderlinge duels» 15:30 uur (UTC+2) | Griekenland                                                     | 4 – 1 | Zwitserland      | Kaftanzogliostadion, Thessaloniki Toeschouwers: 47.458 Scheidsrechter: Paul Schiller (AUT) |
| 15 oktober 1969 «onderlinge duels» 15:30 uur (UTC+2) | Giorgos Koudas 33' Vasilis Botinos 40', 49' Giorgos Sideris 43' |       | 76' Fritz Künzli | Kaftanzogliostadion, Thessaloniki Toeschouwers: 47.458 Scheidsrechter: Paul Schiller (AUT) |

|                                                      |                      |       |             |                                                                      |
| 2 november 1969 «onderlinge duels» 14:30 uur (UTC+1) | Zwitserland          | 1 – 1 | Portugal    | Wankdorf, Bern Toeschouwers: 28.807 Scheidsrechter: Bo Nilsson (SWE) |
| 2 november 1969 «onderlinge duels» 14:30 uur (UTC+1) | Friedrich Künzli 88' |       | 41' Eusébio | Wankdorf, Bern Toeschouwers: 28.807 Scheidsrechter: Bo Nilsson (SWE) |

|                                                       |                         |       |                   |                                                                                      |
| 16 november 1969 «onderlinge duels» 14:00 uur (UTC+2) | Roemenië                | 1 – 1 | Griekenland       | Stadionul 23 August, Boekarest Toeschouwers: 62.577 Scheidsrechter: Jack Adair (NIR) |
| 16 november 1969 «onderlinge duels» 14:00 uur (UTC+2) | Emerich Dembrovschi 36' |       | 50' Mimis Domazos | Stadionul 23 August, Boekarest Toeschouwers: 62.577 Scheidsrechter: Jack Adair (NIR) |

### Groep 2
Hongarije en Tsjecho-Slowakije hadden een beslissingswedstrijd nodig om uit te maken wie naar Mexico mocht. In de directe confrontaties was Hongarije sterker, maar door een nederlaag tegen de Denen hadden beide landen evenveel punten. In Marseille troefde een fysiek en hard spelend Tsjechoslowakije de Hongaren af: 4-1. Het was voor het eerst sinds 1950 dat de Hongarije zich niet plaatste voor een WK en het was het einde van een vooraanstaande rol van het Hongaarse team in Europa.
| Pos | Land              | Wed | Win | Gel | Ver | DV | DT | +/− | Pnt |
| --- | ----------------- | --- | --- | --- | --- | -- | -- | --- | --- |
| 1.  | Tsjecho-Slowakije | 6   | 4   | 1   | 1   | 12 | 6  | +6  | 9   |
| 2.  | Hongarije         | 6   | 4   | 1   | 1   | 16 | 7  | +9  | 9   |
| 3.  | Denemarken        | 6   | 2   | 1   | 3   | 6  | 10 | –4  | 5   |
| 4.  | Ierland           | 6   | 0   | 1   | 5   | 3  | 14 | –11 | 1   |

|                                                        |            |                                                      |                   |                                                                                                |
| 25 september 1968 «onderlinge duels» 19:00 uur (UTC+1) | Denemarken | 0 – 3                                                | Tsjecho-Slowakije | Københavns Idrætspark, Kopenhagen Toeschouwers: 30.258 Scheidsrechter: Martti Hirviniemi (FIN) |
| 25 september 1968 «onderlinge duels» 19:00 uur (UTC+1) |            | 12' Karol Jokl 22' Ladislav Kuna 81' Vladimír Hagara |                   | Københavns Idrætspark, Kopenhagen Toeschouwers: 30.258 Scheidsrechter: Martti Hirviniemi (FIN) |

|                                                      |                   |       |            |                                                                                   |
| 20 oktober 1968 «onderlinge duels» 14:30 uur (UTC+1) | Tsjecho-Slowakije | 1 – 0 | Denemarken | Tehelné pole, Bratislava Toeschouwers: 14.249 Scheidsrechter: Anton Bucheli (SUI) |
| 20 oktober 1968 «onderlinge duels» 14:30 uur (UTC+1) | Karol Jokl 56'    |       |            | Tehelné pole, Bratislava Toeschouwers: 14.249 Scheidsrechter: Anton Bucheli (SUI) |

|                                                 |                   |       |                                  |                                                                                            |
| 4 mei 1969 «onderlinge duels» 15:30 uur (UTC+1) | Ierland           | 1 – 2 | Tsjecho-Slowakije                | Dalymount Park, Dublin Toeschouwers: 32.002 Scheidsrechter: António Saldanha Ribeiro (POR) |
| 4 mei 1969 «onderlinge duels» 15:30 uur (UTC+1) | Eamonn Rogers 15' |       | 51' Dušan Kabát 70' Jozef Adamec | Dalymount Park, Dublin Toeschouwers: 32.002 Scheidsrechter: António Saldanha Ribeiro (POR) |

|                                                  |                                    |       |                   |                                                                              |
| 25 mei 1969 «onderlinge duels» 17:30 uur (UTC+1) | Hongarije                          | 2 – 0 | Tsjecho-Slowakije | Népstadion, Boedapest Toeschouwers: 72.938 Scheidsrechter: Aurel Bentu (ROU) |
| 25 mei 1969 «onderlinge duels» 17:30 uur (UTC+1) | Antal Dunai 12' Flórián Albert 89' |       |                   | Népstadion, Boedapest Toeschouwers: 72.938 Scheidsrechter: Aurel Bentu (ROU) |

|                                                  |                       |       |         |                                                                                              |
| 27 mei 1969 «onderlinge duels» 19:00 uur (UTC+1) | Denemarken            | 2 – 0 | Ierland | Københavns Idrætspark, Kopenhagen Toeschouwers: 26.195 Scheidsrechter: Sergey Arkhipov (URS) |
| 27 mei 1969 «onderlinge duels» 19:00 uur (UTC+1) | Ole Sørensen 36', 66' |       |         | Københavns Idrætspark, Kopenhagen Toeschouwers: 26.195 Scheidsrechter: Sergey Arkhipov (URS) |

|                                                  |                |       |                                 |                                                                                |
| 8 juni 1969 «onderlinge duels» 15:30 uur (UTC+1) | Ierland        | 1 – 2 | Hongarije                       | Dalymount Park, Dublin Toeschouwers: 17.286 Scheidsrechter: Vital Loraux (BEL) |
| 8 juni 1969 «onderlinge duels» 15:30 uur (UTC+1) | Don Givens 59' |       | 23' Antal Dunai 79' Ferenc Bene | Dalymount Park, Dublin Toeschouwers: 17.286 Scheidsrechter: Vital Loraux (BEL) |

|                                                   |                                                   |       |                                 |                                                                                           |
| 15 juni 1969 «onderlinge duels» 13:30 uur (UTC+1) | Denemarken                                        | 3 – 2 | Hongarije                       | Københavns Idrætspark, Kopenhagen Toeschouwers: 29.957 Scheidsrechter: Kåre Sirevåg (NOR) |
| 15 juni 1969 «onderlinge duels» 13:30 uur (UTC+1) | Ole Sørensen 2' Ulrik le Fevre 35' Ole Madsen 63' |       | 6' Ferenc Bene 38' János Farkas | Københavns Idrætspark, Kopenhagen Toeschouwers: 29.957 Scheidsrechter: Kåre Sirevåg (NOR) |

|                                                        |                                                          |       |                                                    |                                                                                     |
| 14 september 1969 «onderlinge duels» 16:00 uur (UTC+1) | Tsjecho-Slowakije                                        | 3 – 3 | Hongarije                                          | Letenský Stadion, Praag Toeschouwers: 33.907 Scheidsrechter: Kurt Tschenscher (FRG) |
| 14 september 1969 «onderlinge duels» 16:00 uur (UTC+1) | Vladimír Hagara 26' Andrej Kvašňák 51' Ladislav Kuna 75' |       | 10' Ferenc Bene 37' Antal Dunai 49' László Fazekas | Letenský Stadion, Praag Toeschouwers: 33.907 Scheidsrechter: Kurt Tschenscher (FRG) |

|                                                     |                           |       |         |                                                                                      |
| 7 oktober 1969 «onderlinge duels» 18:00 uur (UTC+1) | Tsjecho-Slowakije         | 3 – 0 | Ierland | Letenský Stadion, Praag Toeschouwers: 32.879 Scheidsrechter: Concetto Lo Bello (ITA) |
| 7 oktober 1969 «onderlinge duels» 18:00 uur (UTC+1) | Jozef Adamec 9', 39', 45' |       |         | Letenský Stadion, Praag Toeschouwers: 32.879 Scheidsrechter: Concetto Lo Bello (ITA) |

|                                                      |               |       |                        |                                                                                 |
| 15 oktober 1969 «onderlinge duels» 20:00 uur (UTC+1) | Ierland       | 1 – 1 | Denemarken             | Dalymount Park, Dublin Toeschouwers: 26.108 Scheidsrechter: John Paterson (SCO) |
| 15 oktober 1969 «onderlinge duels» 20:00 uur (UTC+1) | Don Givens 8' |       | 70' (pen.) Bent Jensen | Dalymount Park, Dublin Toeschouwers: 26.108 Scheidsrechter: John Paterson (SCO) |

|                                                      |                                      |       |            |                                                                             |
| 22 oktober 1969 «onderlinge duels» 18:15 uur (UTC+1) | Hongarije                            | 3 – 0 | Denemarken | Népstadion, Boedapest Toeschouwers: 32.852 Scheidsrechter: Alfred Ott (FRG) |
| 22 oktober 1969 «onderlinge duels» 18:15 uur (UTC+1) | Ferenc Bene 15', 88' Lajos Szűcs 28' |       |            | Népstadion, Boedapest Toeschouwers: 32.852 Scheidsrechter: Alfred Ott (FRG) |

|                                                      |                                                                      |       |         |                                                                             |
| 5 november 1969 «onderlinge duels» 18:15 uur (UTC+1) | Hongarije                                                            | 4 – 0 | Ierland | Népstadion, Boedapest Toeschouwers: 23.602 Scheidsrechter: Lado Jakše (YUG) |
| 5 november 1969 «onderlinge duels» 18:15 uur (UTC+1) | Zoltán Halmosi 30' Ferenc Bene 49' Lajos Puskás 68' Lajos Kocsis 89' |       |         | Népstadion, Boedapest Toeschouwers: 23.602 Scheidsrechter: Lado Jakše (YUG) |

Omdat het gelijk stond werd er een play-off gespeeld op neutraal terrein.
Play-off
|                                                      |                                                                                |       |                         |                                                                             |
| 3 december 1969 «onderlinge duels» 20:00 uur (UTC+1) | Tsjecho-Slowakije                                                              | 4 – 1 | Hongarije               | Vélodrome, Marseille Toeschouwers: 7.857 Scheidsrechter: Roger Machin (FRA) |
| 3 december 1969 «onderlinge duels» 20:00 uur (UTC+1) | Andrej Kvašňák 43' (pen.) František Veselý 60' Jozef Adamec 65' Karol Jokl 80' |       | 90' (pen.) Lajos Kocsis | Vélodrome, Marseille Toeschouwers: 7.857 Scheidsrechter: Roger Machin (FRA) |

### Groep 3
Wales was kansloos in deze groep en de Oost-Duitsers leken een serieuze kandidaat om Italië buiten het WK te houden. Echter, in de laatste wedstrijd bezweek de DDR in de heksenketel van Napels: 3-0 voor Italië.
| Pos | Land   | Wed | Win | Gel | Ver | DV | DT | +/− | Pnt |
| --- | ------ | --- | --- | --- | --- | -- | -- | --- | --- |
| 1.  | Italië | 4   | 3   | 1   | 0   | 10 | 3  | +7  | 7   |
| 2.  | DDR    | 4   | 2   | 1   | 1   | 7  | 7  | 0   | 5   |
| 3.  | Wales  | 4   | 0   | 0   | 4   | 3  | 10 | –7  | 0   |

|                                                      |       |               |        |                                                                                |
| 23 oktober 1968 «onderlinge duels» 19:30 uur (UTC+1) | Wales | 0 – 1         | Italië | Ninian Park, Cardiff Toeschouwers: 18.558 Scheidsrechter: Joaquim Campos (POR) |
| 23 oktober 1968 «onderlinge duels» 19:30 uur (UTC+1) |       | 44' Gigi Riva |        | Ninian Park, Cardiff Toeschouwers: 18.558 Scheidsrechter: Joaquim Campos (POR) |

|                                                    |                                             |       |                    |                                                                                                |
| 29 maart 1969 «onderlinge duels» 15:00 uur (UTC+1) | DDR                                         | 2 – 2 | Italië             | Walter-Ulbricht-Stadion, Oost-Berlijn Toeschouwers: 52.117 Scheidsrechter: Einar Boström (SWE) |
| 29 maart 1969 «onderlinge duels» 15:00 uur (UTC+1) | Eberhard Vogel 26' Hans-Jürgen Kreische 75' |       | 54', 82' Gigi Riva | Walter-Ulbricht-Stadion, Oost-Berlijn Toeschouwers: 52.117 Scheidsrechter: Einar Boström (SWE) |

|                                                    |                   |       |             |                                                                                       |
| 16 april 1969 «onderlinge duels» 16:30 uur (UTC+1) | DDR               | 2 – 1 | Wales       | Heinz-Steyer-Stadion, Dresden Toeschouwers: 38.198 Scheidsrechter: Franz Geluck (BEL) |
| 16 april 1969 «onderlinge duels» 16:30 uur (UTC+1) | Löwe 31' Rock 89' |       | 57' Toshack | Heinz-Steyer-Stadion, Dresden Toeschouwers: 38.198 Scheidsrechter: Franz Geluck (BEL) |

|                                                      |                  |       |                                                         |                                                                              |
| 22 oktober 1969 «onderlinge duels» 19:30 uur (UTC+1) | Wales            | 1 – 3 | DDR                                                     | Ninian Park, Cardiff Toeschouwers: 22.409 Scheidsrechter: Roger Machin (FRA) |
| 22 oktober 1969 «onderlinge duels» 19:30 uur (UTC+1) | David Powell 82' |       | 54' Eberhard Vogel 60' Wolfram Löwe 62' Henning Frenzel | Ninian Park, Cardiff Toeschouwers: 22.409 Scheidsrechter: Roger Machin (FRA) |

|                                                      |                                                |       |                  |                                                                                   |
| 4 november 1969 «onderlinge duels» 14:30 uur (UTC+1) | Italië                                         | 4 – 1 | Wales            | Olympisch Stadion, Rome Toeschouwers: 67.481 Scheidsrechter: Todor Bechirov (BUL) |
| 4 november 1969 «onderlinge duels» 14:30 uur (UTC+1) | Gigi Riva 37', 73', 81' Alessandro Mazzola 55' |       | 67' Mike England | Olympisch Stadion, Rome Toeschouwers: 67.481 Scheidsrechter: Todor Bechirov (BUL) |

|                                                       |                                                           |       |     |                                                                                   |
| 22 november 1969 «onderlinge duels» 14:30 uur (UTC+1) | Italië                                                    | 3 – 0 | DDR | Stadio San Paolo, Napels Toeschouwers: 84.293 Scheidsrechter: Paul Schiller (AUT) |
| 22 november 1969 «onderlinge duels» 14:30 uur (UTC+1) | Alessandro Mazzola 7' Angelo Domenghini 25' Gigi Riva 36' |       |     | Stadio San Paolo, Napels Toeschouwers: 84.293 Scheidsrechter: Paul Schiller (AUT) |

### Groep 4
Zoals gebruikelijk plaatste de Sovjet-Unie zich zonder problemen voor het WK, Noord-Ierland werd simpel verslagen.
| Pos | Land          | Wed            | Win            | Gel            | Ver            | DV             | DT             | +/−            | Pnt            |
| --- | ------------- | -------------- | -------------- | -------------- | -------------- | -------------- | -------------- | -------------- | -------------- |
| 1.  | Sovjet-Unie   | 4              | 3              | 1              | 0              | 8              | 1              | +7             | 7              |
| 2.  | Noord-Ierland | 4              | 2              | 1              | 1              | 7              | 3              | +4             | 5              |
| 3.  | Turkije       | 4              | 0              | 0              | 4              | 2              | 13             | –11            | 0              |
|     | Malta         | Teruggetrokken | Teruggetrokken | Teruggetrokken | Teruggetrokken | Teruggetrokken | Teruggetrokken | Teruggetrokken | Teruggetrokken |

|                                                      |                                                                       |       |                    |                                                                              |
| 23 oktober 1968 «onderlinge duels» 19:30 uur (UTC+1) | Noord-Ierland                                                         | 4 – 1 | Turkije            | Windsor Park, Belfast Toeschouwers: 38.363 Scheidsrechter: Wim Schalks (NED) |
| 23 oktober 1968 «onderlinge duels» 19:30 uur (UTC+1) | George Best 32' Eric McMordie 47' Derek Dougan 66' Billy Campbell 76' |       | 9' Ogün Altıparmak | Windsor Park, Belfast Toeschouwers: 38.363 Scheidsrechter: Wim Schalks (NED) |

|                                                       |         |                                                       |               |                                                                                        |
| 11 december 1968 «onderlinge duels» 12:00 uur (UTC+2) | Turkije | 0 – 3                                                 | Noord-Ierland | Mithatpaşastadion, Istanbul Toeschouwers: 19.110 Scheidsrechter: Zoubir Benganif (ALG) |
| 11 december 1968 «onderlinge duels» 12:00 uur (UTC+2) |         | 35' Terry Harkin 63' Jimmy Nicholson 88' Terry Harkin |               | Mithatpaşastadion, Istanbul Toeschouwers: 19.110 Scheidsrechter: Zoubir Benganif (ALG) |

|                                                        |               |       |             |                                                                                    |
| 10 september 1969 «onderlinge duels» 20:00 uur (UTC+1) | Noord-Ierland | 0 – 0 | Sovjet-Unie | Windsor Park, Belfast Toeschouwers: 35.138 Scheidsrechter: Michel Kitabdjian (FRA) |
| 10 september 1969 «onderlinge duels» 20:00 uur (UTC+1) |               |       |             | Windsor Park, Belfast Toeschouwers: 35.138 Scheidsrechter: Michel Kitabdjian (FRA) |

|                                                      |                                             |       |         |                                                                               |
| 15 oktober 1969 «onderlinge duels» 19:00 uur (UTC+3) | Sovjet-Unie                                 | 3 – 0 | Turkije | Centraal Stadion, Kiev Toeschouwers: 71.115 Scheidsrechter: Bertil Lööw (SWE) |
| 15 oktober 1969 «onderlinge duels» 19:00 uur (UTC+3) | Volodymyr Moentjan 43', 78' Givi Nodiya 62' |       |         | Centraal Stadion, Kiev Toeschouwers: 71.115 Scheidsrechter: Bertil Lööw (SWE) |

|                                                      |                                        |       |               |                                                                                          |
| 22 oktober 1969 «onderlinge duels» 19:30 uur (UTC+3) | Sovjet-Unie                            | 2 – 0 | Noord-Ierland | Centraal Leninstadion, Moskou Toeschouwers: 83.057 Scheidsrechter: Rudolf Scheurer (SUI) |
| 22 oktober 1969 «onderlinge duels» 19:30 uur (UTC+3) | Givi Nodiya 24' Anatolij Bysjovets 79' |       |               | Centraal Leninstadion, Moskou Toeschouwers: 83.057 Scheidsrechter: Rudolf Scheurer (SUI) |

|                                                       |                 |       |                                                 |                                                                                              |
| 16 november 1969 «onderlinge duels» 14:30 uur (UTC+2) | Turkije         | 1 – 3 | Sovjet-Unie                                     | Ali Sami Yenstadion, Istanbul Toeschouwers: 29.642 Scheidsrechter: Ferdinand Marschall (AUT) |
| 16 november 1969 «onderlinge duels» 14:30 uur (UTC+2) | Ender Konca 23' |       | 3', 60' Kachi Asatiani 34' Vitaliy Khmelnitskiy | Ali Sami Yenstadion, Istanbul Toeschouwers: 29.642 Scheidsrechter: Ferdinand Marschall (AUT) |

### Groep 5
Frankrijk had al een valse start door thuis van Noorwegen te verliezen. In de beslissende wedstrijd in Zweden won het thuisland met 2-0 door twee doelpunten door de aanvaller van Feyenoord, Rotterdam, Nederland, Ove Kindvall. Later dat seizoen zou hij de winnende goal maken in de Europa Cup finale tegen Celtic uit Schotland.
| Pos | Land      | Wed | Win | Gel | Ver | DV | DT | +/− | Pnt |
| --- | --------- | --- | --- | --- | --- | -- | -- | --- | --- |
| 1.  | Zweden    | 4   | 3   | 0   | 1   | 12 | 5  | +7  | 6   |
| 2.  | Frankrijk | 4   | 2   | 0   | 2   | 6  | 4  | +2  | 4   |
| 3.  | Noorwegen | 4   | 1   | 0   | 3   | 4  | 13 | –9  | 2   |

|                                                     |                                                   |       |           |                                                                            |
| 9 oktober 1968 «onderlinge duels» 19:00 uur (UTC+1) | Zweden                                            | 5 – 0 | Noorwegen | Råsundastadion, Solna Toeschouwers: 32.063 Scheidsrechter: Pekka Aho (FIN) |
| 9 oktober 1968 «onderlinge duels» 19:00 uur (UTC+1) | Ove Kindvall 37', 58', 61' Bosse Larsson 56', 81' |       |           | Råsundastadion, Solna Toeschouwers: 32.063 Scheidsrechter: Pekka Aho (FIN) |

|                                                      |           |                 |           |                                                                                                 |
| 6 november 1968 «onderlinge duels» 20:30 uur (UTC+1) | Frankrijk | 0 – 1           | Noorwegen | Stade de la Meinau, Straatsburg Toeschouwers: 18.319 Scheidsrechter: Francesco Francescon (ITA) |
| 6 november 1968 «onderlinge duels» 20:30 uur (UTC+1) |           | 67' Odd Iversen |           | Stade de la Meinau, Straatsburg Toeschouwers: 18.319 Scheidsrechter: Francesco Francescon (ITA) |

|                                                   |                           |       |                                                                                    |                                                                                  |
| 19 juni 1969 «onderlinge duels» 19:00 uur (UTC+1) | Noorwegen                 | 2 – 5 | Zweden                                                                             | Ullevaalstadion, Oslo Toeschouwers: 26.284 Scheidsrechter: Jacques Colling (LUX) |
| 19 juni 1969 «onderlinge duels» 19:00 uur (UTC+1) | Ola Dybwad-Olsen 52', 82' |       | 20' Örjan Persson 25' Leif Eriksson 36' Ove Kindvall 47' Ove Grahn 49' Roland Grip | Ullevaalstadion, Oslo Toeschouwers: 26.284 Scheidsrechter: Jacques Colling (LUX) |

|                                                        |                      |       |                                              |                                                                                 |
| 10 september 1969 «onderlinge duels» 19:00 uur (UTC+1) | Noorwegen            | 1 – 3 | Frankrijk                                    | Ullevaalstadion, Oslo Toeschouwers: 22.495 Scheidsrechter: Lau van Ravens (NED) |
| 10 september 1969 «onderlinge duels» 19:00 uur (UTC+1) | Ola Dybwad-Olsen 90' |       | 9', 48' Hervé Revelli 77' Jean-Paul Rostagni | Ullevaalstadion, Oslo Toeschouwers: 22.495 Scheidsrechter: Lau van Ravens (NED) |

|                                                      |                       |       |           |                                                                                |
| 15 oktober 1969 «onderlinge duels» 19:00 uur (UTC+1) | Zweden                | 2 – 0 | Frankrijk | Råsundastadion, Solna Toeschouwers: 51.954 Scheidsrechter: Rudi Glöckner (DDR) |
| 15 oktober 1969 «onderlinge duels» 19:00 uur (UTC+1) | Ove Kindvall 33', 65' |       |           | Råsundastadion, Solna Toeschouwers: 51.954 Scheidsrechter: Rudi Glöckner (DDR) |

|                                                      |                           |       |                    |                                                                                |
| 1 november 1969 «onderlinge duels» 15:30 uur (UTC+1) | Frankrijk                 | 3 – 0 | Zweden             | Parc des Princes, Parijs Toeschouwers: 17.916 Scheidsrechter: Dave Smith (ENG) |
| 1 november 1969 «onderlinge duels» 15:30 uur (UTC+1) | Jean-Claude Bras 42', 45' |       | 44' Jean Djorkaeff | Parc des Princes, Parijs Toeschouwers: 17.916 Scheidsrechter: Dave Smith (ENG) |

### Groep 6
Deze groep leek vooraf een spannende strijd te worden tussen Joegoslavië en Spanje, maar het was België dat zich zeer overtuigend plaatste. Het won de thuiswedstrijden tegen deze twee landen en speelde gelijk in Madrid. België plaatste zich als eerste land voor het WK. Spanje blameerde zich ook door met 2-0 van Finland te verliezen.
| Pos | Land        | Wed | Win | Gel | Ver | DV | DT | +/− | Pnt |
| --- | ----------- | --- | --- | --- | --- | -- | -- | --- | --- |
| 1.  | België      | 6   | 4   | 1   | 1   | 14 | 8  | +6  | 9   |
| 2.  | Joegoslavië | 6   | 3   | 1   | 2   | 19 | 7  | +12 | 7   |
| 3.  | Spanje      | 6   | 2   | 2   | 2   | 10 | 6  | +4  | 6   |
| 4.  | Finland     | 6   | 1   | 0   | 5   | 6  | 28 | –22 | 2   |

|                                                   |                |       |                                          |                                                                                     |
| 19 juni 1968 «onderlinge duels» 19:00 uur (UTC+2) | Finland        | 1 – 2 | België                                   | Olympisch Stadion, Helsinki Toeschouwers: 10.578 Scheidsrechter: Anvar Zverev (URS) |
| 19 juni 1968 «onderlinge duels» 19:00 uur (UTC+2) | Turo Flink 15' |       | 85' Johan De Vrindt 89' Odilon Polleunis | Olympisch Stadion, Helsinki Toeschouwers: 10.578 Scheidsrechter: Anvar Zverev (URS) |

|                                                        |                                                                                                 |       |                |                                                                              |
| 25 september 1968 «onderlinge duels» 18:15 uur (UTC+1) | Joegoslavië                                                                                     | 9 – 1 | Finland        | JNA Stadion, Belgrado Toeschouwers: 6.810 Scheidsrechter: Mitko Chukov (BUL) |
| 25 september 1968 «onderlinge duels» 18:15 uur (UTC+1) | Slaven Zambata 9', 73', 87' Vahidin Musemić 39', 57', 89' Dragan Džajić 58', 65' Ivica Osim 62' |       | 88' Arto Tolsa | JNA Stadion, Belgrado Toeschouwers: 6.810 Scheidsrechter: Mitko Chukov (BUL) |

|                                                     |                                                                                 |       |                           |                                                                                    |
| 9 oktober 1968 «onderlinge duels» 20:00 uur (UTC+1) | België                                                                          | 6 – 1 | Finland                   | Regenboogstadion, Waregem Toeschouwers: 8.052 Scheidsrechter: János Biróczky (HUN) |
| 9 oktober 1968 «onderlinge duels» 20:00 uur (UTC+1) | Wilfried Puis 17' (pen.), 76' Odilon Polleunis 29', 39', 63' Léon Semmeling 47' |       | 82' (pen.) Tommy Lindholm | Regenboogstadion, Waregem Toeschouwers: 8.052 Scheidsrechter: János Biróczky (HUN) |

|                                                      |                                        |       |             |                                                                                        |
| 16 oktober 1968 «onderlinge duels» 19:30 uur (UTC+1) | België                                 | 3 – 0 | Joegoslavië | Stade Emile Versé, Anderlecht Toeschouwers: 20.233 Scheidsrechter: Josef Krňávek (TCH) |
| 16 oktober 1968 «onderlinge duels» 19:30 uur (UTC+1) | Johan De Vrindt 35', 73' Polleunis 84' |       |             | Stade Emile Versé, Anderlecht Toeschouwers: 20.233 Scheidsrechter: Josef Krňávek (TCH) |

|                                                      |             |       |        |                                                                                           |
| 27 oktober 1968 «onderlinge duels» 14:00 uur (UTC+1) | Joegoslavië | 0 – 0 | Spanje | Rode Sterstadion, Belgrado Toeschouwers: 23.963 Scheidsrechter: Ferdinand Marschall (AUT) |
| 27 oktober 1968 «onderlinge duels» 14:00 uur (UTC+1) |             |       |        | Rode Sterstadion, Belgrado Toeschouwers: 23.963 Scheidsrechter: Ferdinand Marschall (AUT) |

|                                                       |            |       |                    |                                                                                              |
| 11 december 1968 «onderlinge duels» 21:00 uur (UTC+1) | Spanje     | 1 – 1 | België             | Estadio Santiago Bernabéu, Madrid Toeschouwers: 11.906 Scheidsrechter: Salvador García (POR) |
| 11 december 1968 «onderlinge duels» 21:00 uur (UTC+1) | Gárate 76' |       | 3' Johan De Vrindt | Estadio Santiago Bernabéu, Madrid Toeschouwers: 11.906 Scheidsrechter: Salvador García (POR) |

|                                                       |                          |       |            |                                                                                       |
| 23 februari 1969 «onderlinge duels» 15:00 uur (UTC+1) | België                   | 2 – 1 | Spanje     | Stade Maurice Dufrasne, Luik Toeschouwers: 31.668 Scheidsrechter: Tage Sørensen (DEN) |
| 23 februari 1969 «onderlinge duels» 15:00 uur (UTC+1) | Johan De Vrindt 32', 76' |       | 77' Asensi | Stade Maurice Dufrasne, Luik Toeschouwers: 31.668 Scheidsrechter: Tage Sørensen (DEN) |

|                                                    |                                       |       |                       |                                                                                |
| 30 april 1969 «onderlinge duels» 20:30 uur (UTC+1) | Spanje                                | 2 – 1 | Joegoslavië           | Camp Nou, Barcelona Toeschouwers: 29.914 Scheidsrechter: Rudolf Scheurer (SUI) |
| 30 april 1969 «onderlinge duels» 20:30 uur (UTC+1) | Bustillo 20' Amancio Amaro Varela 27' |       | 66' Miroslav Pavlović | Camp Nou, Barcelona Toeschouwers: 29.914 Scheidsrechter: Rudolf Scheurer (SUI) |

|                                                  |                |       |                                                                          |                                                                                          |
| 4 juni 1969 «onderlinge duels» 19:00 uur (UTC+2) | Finland        | 1 – 5 | Joegoslavië                                                              | Olympisch Stadion, Helsinki Toeschouwers: 8.740 Scheidsrechter: Stanisław Eksztajn (POL) |
| 4 juni 1969 «onderlinge duels» 19:00 uur (UTC+2) | Arto Tolsa 20' |       | 12' Dragan Džajić 22', 70' Josip Bukal 38' Denijal Pirić 60' Edin Sprečo | Olympisch Stadion, Helsinki Toeschouwers: 8.740 Scheidsrechter: Stanisław Eksztajn (POL) |

|                                                   |                                  |       |        |                                                                                      |
| 25 juni 1969 «onderlinge duels» 19:00 uur (UTC+2) | Finland                          | 2 – 0 | Spanje | Olympisch Stadion, Helsinki Toeschouwers: 11.838 Scheidsrechter: Günter Männig (DDR) |
| 25 juni 1969 «onderlinge duels» 19:00 uur (UTC+2) | Tommy Lindholm 7' Arto Tolsa 20' |       |        | Olympisch Stadion, Helsinki Toeschouwers: 11.838 Scheidsrechter: Günter Männig (DDR) |

|                                                      |                                                                                         |       |         | |
| 15 oktober 1969 «onderlinge duels» 17:00 uur (UTC+1) | Spanje                                                                                  | 6 – 0 | Finland | Estadio Municipal José Antonio, La Línea de la Concepción Toeschouwers: 20.904 Scheidsrechter: Robert Héliès (FRA) |
| 15 oktober 1969 «onderlinge duels» 17:00 uur (UTC+1) | Pirri 6' Gárate 20', 42' Manuel Velázquez 22' Amancio Amaro Varela 45' Quino Sierra 86' |       |         | Estadio Municipal José Antonio, La Línea de la Concepción Toeschouwers: 20.904 Scheidsrechter: Robert Héliès (FRA) |

|                                                      |                                                               |       |        |                                                                                     |
| 19 oktober 1969 «onderlinge duels» 15:00 uur (UTC+1) | Joegoslavië                                                   | 4 – 0 | België | Gradskistadion, Skopje Toeschouwers: 21.583 Scheidsrechter: Brunon Piotrowicz (POL) |
| 19 oktober 1969 «onderlinge duels» 15:00 uur (UTC+1) | Rudolf Belin 2' Metodije Spasovski 31', 33' Dragan Džajić 51' |       |        | Gradskistadion, Skopje Toeschouwers: 21.583 Scheidsrechter: Brunon Piotrowicz (POL) |

### Groep 7
West-Duitsland plaatste zich uiteindelijk met ruim verschil voor het WK, maar had toch grote problemen met Schotland. Het waren de gloriejaren van Celtic en het land was rijp voor WK-deelname. Na een 1-1 gelijkspel in Glasgow ontstond een interessante beslissingswedstrijd in Hamburg: 0-1 door Johnstone, 1-1 door Fichtel, 2-1 door Gerd Müller, 2-2 door Gilzean en uiteindelijk 3-2 door Libuda. West-Duitsland behoorde wel tot ëën van de favorieten om het WK te winnen met libero "kaiser" Franz Beckenbauer, de routinier van Hamburger SV Uwe Seeler en de doelpuntenmachine Gerd Müller.
| Pos | Land           | Wed | Win | Gel | Ver | DV | DT | +/− | Pnt |
| --- | -------------- | --- | --- | --- | --- | -- | -- | --- | --- |
| 1.  | West-Duitsland | 6   | 5   | 1   | 0   | 20 | 3  | +17 | 11  |
| 2.  | Schotland      | 6   | 3   | 1   | 2   | 18 | 7  | +11 | 7   |
| 3.  | Oostenrijk     | 6   | 3   | 0   | 3   | 12 | 7  | +5  | 6   |
| 4.  | Cyprus         | 6   | 0   | 0   | 6   | 2  | 35 | –33 | 0   |

|                                                  |                                                                                 |       |                        |                                                                                 |
| 19 mei 1968 «onderlinge duels» 15:00 uur (UTC+1) | Oostenrijk                                                                      | 7 – 1 | Cyprus                 | Prater-Stadion, Wenen Toeschouwers: 27.171 Scheidsrechter: János Biróczky (HUN) |
| 19 mei 1968 «onderlinge duels» 15:00 uur (UTC+1) | Erich Hof 4' (pen.), 42', 53', 68', 75' (pen.) Helmut Redl 25' Helmut Siber 73' |       | 47' Nikos Kantzilieris | Prater-Stadion, Wenen Toeschouwers: 27.171 Scheidsrechter: János Biróczky (HUN) |

|                                                      |            |                                                |                |                                                                                     |
| 13 oktober 1968 «onderlinge duels» 14:30 uur (UTC+1) | Oostenrijk | 0 – 2                                          | West-Duitsland | Prater-Stadion, Wenen Toeschouwers: 67.115 Scheidsrechter: Stanisław Eksztajn (POL) |
| 13 oktober 1968 «onderlinge duels» 14:30 uur (UTC+1) |            | 16' Gerd Müller 50' (e.d.) Johann Eigenstiller |                | Prater-Stadion, Wenen Toeschouwers: 67.115 Scheidsrechter: Stanisław Eksztajn (POL) |

|                                                      |                                |       |                  |                                                                                |
| 6 november 1968 «onderlinge duels» 20:00 uur (UTC+1) | Schotland                      | 2 – 1 | Oostenrijk       | Hampden Park, Glasgow Toeschouwers: 80.856 Scheidsrechter: Curt Liedberg (SWE) |
| 6 november 1968 «onderlinge duels» 20:00 uur (UTC+1) | Denis Law 8' Billy Bremner 76' |       | 3' August Starek | Hampden Park, Glasgow Toeschouwers: 80.856 Scheidsrechter: Curt Liedberg (SWE) |

|                                                       |        |                 |                |                                                                                |
| 23 november 1968 «onderlinge duels» 14:30 uur (UTC+2) | Cyprus | 0 – 1           | West-Duitsland | GSP-stadion, Nicosia Toeschouwers: 6.080 Scheidsrechter: Alexandru Pîrvu (ROU) |
| 23 november 1968 «onderlinge duels» 14:30 uur (UTC+2) |        | 90' Gerd Müller |                | GSP-stadion, Nicosia Toeschouwers: 6.080 Scheidsrechter: Alexandru Pîrvu (ROU) |

|                                                       |        |                                                             |           |                                                                            |
| 11 december 1968 «onderlinge duels» 14:30 uur (UTC+2) | Cyprus | 0 – 5                                                       | Schotland | GSP-stadion, Nicosia Toeschouwers: 5.895 Scheidsrechter: Paul Bonett (MLT) |
| 11 december 1968 «onderlinge duels» 14:30 uur (UTC+2) |        | 2', 33' Alan Gilzean 23' Bobby Murdoch 41', 43' Colin Stein |           | GSP-stadion, Nicosia Toeschouwers: 5.895 Scheidsrechter: Paul Bonett (MLT) |

|                                                    |                   |       |                 |                                                                                   |
| 16 april 1969 «onderlinge duels» 20:00 uur (UTC+1) | Schotland         | 1 – 1 | West-Duitsland  | Hampden Park, Glasgow Toeschouwers: 95.951 Scheidsrechter: Juan Gardeazábal (ESP) |
| 16 april 1969 «onderlinge duels» 20:00 uur (UTC+1) | Bobby Murdoch 86' |       | 38' Gerd Müller | Hampden Park, Glasgow Toeschouwers: 95.951 Scheidsrechter: Juan Gardeazábal (ESP) |

|                                                    |                         |       |                                   |                                                                            |
| 19 april 1969 «onderlinge duels» 16:00 uur (UTC+2) | Cyprus                  | 1 – 2 | Oostenrijk                        | GSP-stadion, Nicosia Toeschouwers: 5.247 Scheidsrechter: Gocho Rusev (BUL) |
| 19 april 1969 «onderlinge duels» 16:00 uur (UTC+2) | Panikos Euthimiadis 90' |       | 27' Wilhelm Kreuz 55' Helmut Redl | GSP-stadion, Nicosia Toeschouwers: 5.247 Scheidsrechter: Gocho Rusev (BUL) |

|                                                  |                 |       |            |                                                                                           |
| 10 mei 1969 «onderlinge duels» 16:00 uur (UTC+1) | West-Duitsland  | 1 – 0 | Oostenrijk | Städtisches Stadion, Neurenberg Toeschouwers: 69.892 Scheidsrechter: Radoslav Fiala (TCH) |
| 10 mei 1969 «onderlinge duels» 16:00 uur (UTC+1) | Gerd Müller 88' |       |            | Städtisches Stadion, Neurenberg Toeschouwers: 69.892 Scheidsrechter: Radoslav Fiala (TCH) |

|                                                  | |       |        |                                                                               |
| 17 mei 1969 «onderlinge duels» 15:00 uur (UTC+1) | Schotland | 8 – 0 | Cyprus | Hampden Park, Glasgow Toeschouwers: 39.095 Scheidsrechter: Peter Coates (IRL) |
| 17 mei 1969 «onderlinge duels» 15:00 uur (UTC+1) | Eddie Gray 16' Billy McNeill 25' Colin Stein 28', 49', 61', 67' Willie Henderson 72' Tommy Gemmell 75' (pen.) |       |        | Hampden Park, Glasgow Toeschouwers: 39.095 Scheidsrechter: Peter Coates (IRL) |

|                                                  | |        |        |                                                                                         |
| 21 mei 1969 «onderlinge duels» 19:30 uur (UTC+1) | West-Duitsland | 12 – 0 | Cyprus | Georg-Melches-Stadion, Essen Toeschouwers: 36.036 Scheidsrechter: Jacques Colling (LUX) |
| 21 mei 1969 «onderlinge duels» 19:30 uur (UTC+1) | Gerd Müller 3', 43', 49', 85' Wolfgang Overath 5', 12', 63' Helmut Haller 14', 47' Max Lorenz 38' Siegfried Held 41' Horst-Dieter Höttges 51' |        |        | Georg-Melches-Stadion, Essen Toeschouwers: 36.036 Scheidsrechter: Jacques Colling (LUX) |

|                                                      |                                                       |       |                                     |                                                                                   |
| 22 oktober 1969 «onderlinge duels» 19:30 uur (UTC+1) | West-Duitsland                                        | 3 – 2 | Schotland                           | Volksparkstadion, Hamburg Toeschouwers: 70.448 Scheidsrechter: Gilbert Droz (SUI) |
| 22 oktober 1969 «onderlinge duels» 19:30 uur (UTC+1) | Klaus Fichtel 38' Gerd Müller 60' Reinhard Libuda 79' |       | 3' Jimmy Johnstone 62' Alan Gilzean | Volksparkstadion, Hamburg Toeschouwers: 70.448 Scheidsrechter: Gilbert Droz (SUI) |

|                                                      |                      |       |           |                                                                                   |
| 5 november 1969 «onderlinge duels» 19:00 uur (UTC+1) | Oostenrijk           | 2 – 0 | Schotland | Prater-Stadion, Wenen Toeschouwers: 10.091 Scheidsrechter: Karlo Kruashvili (URS) |
| 5 november 1969 «onderlinge duels» 19:00 uur (UTC+1) | Helmut Redl 16', 54' |       |           | Prater-Stadion, Wenen Toeschouwers: 10.091 Scheidsrechter: Karlo Kruashvili (URS) |

### Groep 8
Drie kandidaten voor één plaats, Bulgarije, Polen en Nederland: het was wachten op een gelijkspel in een uitwedstrijd om een beslissing te forceren. Nederland had die kans in september 1969 tegen Polen. Henk Wery miste echter een penalty bij een 2-1 stand voor Polen. Een maand later pakte Bulgarije een punt in Rotterdam en dat was beslissend voor kwalificatie. Zondebok bij de Nederlanders was Johan Cruijff die niet veel interesse had in het Nederlands elftal en maar drie wedstrijden meespeelde, waaronder twee tegen Luxemburg. Hij miste zelfs de uitwedstrijd tegen Bulgarije, omdat hij liever met zijn vrouw voor haar bedrijf schoenen ging kopen in Italië. Nederland had een geweldige generatie, maar andere belangen waren vaak belangrijker en bondscoach Georg Keßler stopte ermee.
| Pos | Land      | Wed | Win | Gel | Ver | DV | DT | +/− | Pnt |
| --- | --------- | --- | --- | --- | --- | -- | -- | --- | --- |
| 1.  | Bulgarije | 6   | 4   | 1   | 1   | 12 | 7  | +5  | 9   |
| 2.  | Polen     | 6   | 4   | 0   | 2   | 19 | 8  | +11 | 8   |
| 3.  | Nederland | 6   | 3   | 1   | 2   | 9  | 5  | +4  | 7   |
| 4.  | Luxemburg | 6   | 0   | 0   | 6   | 4  | 24 | –20 | 0   |

|                                                       |           |                                    |           |                                                                              |
| 4 september 1968 «onderlinge duels» 20:30 uur (UTC+1) | Luxemburg | 0 – 2                              | Nederland | De Kuip, Rotterdam Toeschouwers: 48.188 Scheidsrechter: Hubert Burguet (BEL) |
| 4 september 1968 «onderlinge duels» 20:30 uur (UTC+1) |           | 22' Wim Jansen 70' Wim van Hanegem |           | De Kuip, Rotterdam Toeschouwers: 48.188 Scheidsrechter: Hubert Burguet (BEL) |

|                                                      |                                               |       |           |                                                                                                |
| 27 oktober 1968 «onderlinge duels» 15:30 uur (UTC+2) | Bulgarije                                     | 2 – 0 | Nederland | Vasil Levski Nationaal Stadion, Sofia Toeschouwers: 18.073 Scheidsrechter: Bill Anderson (SCO) |
| 27 oktober 1968 «onderlinge duels» 15:30 uur (UTC+2) | Hristo Bonev 44' (pen.) Georgi Asparukhov 65' |       |           | Vasil Levski Nationaal Stadion, Sofia Toeschouwers: 18.073 Scheidsrechter: Bill Anderson (SCO) |

|                                                    |                                                             |       |           |                                                                          |
| 26 maart 1969 «onderlinge duels» 20:30 uur (UTC+1) | Nederland                                                   | 4 – 0 | Luxemburg | De Kuip, Rotterdam Toeschouwers: 47.207 Scheidsrechter: Jack Adair (NIR) |
| 26 maart 1969 «onderlinge duels» 20:30 uur (UTC+1) | Johan Cruijff 25' Dick van Dijk 29' Theo Pahlplatz 85', 89' |       |           | De Kuip, Rotterdam Toeschouwers: 47.207 Scheidsrechter: Jack Adair (NIR) |

|                                                    |                                                                                             |       |                   |                                                                                 |
| 20 april 1969 «onderlinge duels» 12:00 uur (UTC+1) | Polen                                                                                       | 8 – 1 | Luxemburg         | Stadion Miejski, Krakau Toeschouwers: 28.327 Scheidsrechter: Kåre Sirevåg (NOR) |
| 20 april 1969 «onderlinge duels» 12:00 uur (UTC+1) | Włodzimierz Lubański 9', 20', 36', 82' (pen.), 86' Kazimierz Deyna 53', 58' Jerzy Wilim 64' |       | 68' Johny Léonard | Stadion Miejski, Krakau Toeschouwers: 28.327 Scheidsrechter: Kåre Sirevåg (NOR) |

|                                                    |                                   |       |                          |                                                                                                |
| 23 april 1969 «onderlinge duels» 18:00 uur (UTC+2) | Bulgarije                         | 2 – 1 | Luxemburg                | Vasil Levski Nationaal Stadion, Sofia Toeschouwers: 18.998 Scheidsrechter: Doğan Babacan (TUR) |
| 23 april 1969 «onderlinge duels» 18:00 uur (UTC+2) | Georgi Asparukhov 31' (pen.), 49' |       | 50' (pen.) Johny Léonard | Vasil Levski Nationaal Stadion, Sofia Toeschouwers: 18.998 Scheidsrechter: Doğan Babacan (TUR) |

|                                                 |                     |       |       |                                                                            |
| 7 mei 1969 «onderlinge duels» 20:30 uur (UTC+1) | Nederland           | 1 – 0 | Polen | De Kuip, Rotterdam Toeschouwers: 43.658 Scheidsrechter: Kevin Howley (ENG) |
| 7 mei 1969 «onderlinge duels» 20:30 uur (UTC+1) | Sjaak Roggeveen 89' |       |       | De Kuip, Rotterdam Toeschouwers: 43.658 Scheidsrechter: Kevin Howley (ENG) |

|                                                   |                                                                                 |       |                     |                                                                                                 |
| 15 juni 1969 «onderlinge duels» 18:00 uur (UTC+2) | Bulgarije                                                                       | 4 – 1 | Polen               | Vasil Levski Nationaal Stadion, Sofia Toeschouwers: 38.313 Scheidsrechter: János Biróczky (HUN) |
| 15 juni 1969 «onderlinge duels» 18:00 uur (UTC+2) | Hristo Bonev 23' Dinko Dermendzhiev 24' Dimitar Penev 73' Georgi Asparukhov 88' |       | 27' Kazimierz Deyna | Vasil Levski Nationaal Stadion, Sofia Toeschouwers: 38.313 Scheidsrechter: János Biróczky (HUN) |

|                                                       |                                              |       |               |                                                                               |
| 7 september 1969 «onderlinge duels» 16:00 uur (UTC+1) | Polen                                        | 2 – 1 | Nederland     | Śląskistadion, Chorzów Toeschouwers: 70.220 Scheidsrechter: Ivan Placek (TCH) |
| 7 september 1969 «onderlinge duels» 16:00 uur (UTC+1) | Andrzej Jarosik 56' Włodzimierz Lubański 67' |       | 20' Henk Wery | Śląskistadion, Chorzów Toeschouwers: 70.220 Scheidsrechter: Ivan Placek (TCH) |

|                                                      |                   |       |                                                                                                 |                                                                                              |
| 12 oktober 1969 «onderlinge duels» 15:00 uur (UTC+1) | Luxemburg         | 1 – 5 | Polen                                                                                           | Stade Municipal, Luxemburg Toeschouwers: 5.431 Scheidsrechter: Antonio Camacho Jiménez (ESP) |
| 12 oktober 1969 «onderlinge duels» 15:00 uur (UTC+1) | Josy Kirchens 37' |       | 49', 67' Kazimierz Deyna 54' (pen.) Andrzej Jarosik 58' Bronisław Bula 61' Włodzimierz Lubański | Stade Municipal, Luxemburg Toeschouwers: 5.431 Scheidsrechter: Antonio Camacho Jiménez (ESP) |

|                                                      |                     |       |                  |                                                                                 |
| 22 oktober 1969 «onderlinge duels» 20:30 uur (UTC+1) | Nederland           | 1 – 1 | Bulgarije        | De Kuip, Rotterdam Toeschouwers: 63.304 Scheidsrechter: Gunnar Michaelsen (DEN) |
| 22 oktober 1969 «onderlinge duels» 20:30 uur (UTC+1) | Wietse Veenstra 35' |       | 68' Hristo Bonev | De Kuip, Rotterdam Toeschouwers: 63.304 Scheidsrechter: Gunnar Michaelsen (DEN) |

|                                                      |                                              |       |           |                                                                                               |
| 9 november 1969 «onderlinge duels» 12:00 uur (UTC+1) | Polen                                        | 3 – 0 | Bulgarije | Stadion Dziesięciolecia, Warschau Toeschouwers: 61.278 Scheidsrechter: Andrei Rădulescu (ROU) |
| 9 november 1969 «onderlinge duels» 12:00 uur (UTC+1) | Andrzej Jarosik 18', 66' Kazimierz Deyna 75' |       |           | Stadion Dziesięciolecia, Warschau Toeschouwers: 61.278 Scheidsrechter: Andrei Rădulescu (ROU) |

|                                                      |                         |       |                                                            |                                                                                     |
| 7 december 1969 «onderlinge duels» 14:45 uur (UTC+1) | Luxemburg               | 1 – 3 | Bulgarije                                                  | Stade Municipal, Luxemburg Toeschouwers: 4.929 Scheidsrechter: Iorwerth Jones (WAL) |
| 7 december 1969 «onderlinge duels» 14:45 uur (UTC+1) | Paul Philipp 58' (pen.) |       | 35' Dinko Dermendzhiev 37' Dimitr Yakimov 83' Hristo Bonev | Stade Municipal, Luxemburg Toeschouwers: 4.929 Scheidsrechter: Iorwerth Jones (WAL) |